# Industrijski šotor
Industrijski šotor je objekt zgrajen iz kovinske konstrukcije in prekrit s PVC ponjavo. Kovinska konstrukcija je lahko aluminijasta (večinoma le za prireditvene šotore) ali močnejša jeklena. 
Jeklene konstrukcije so zaščitene z barvo ali pa so pocinkane. 
Industrijski šotori imajo številne prednosti pred objekti klasične gradnje:
- hitra izdelava in montaža
- bistveno nižja cena od klasičnih objektov
- enostavnejši temelji in priprava podlage
- prekritje s pvc ponjavo
- možna demontaža in prestavitev na drugo lokacijo

Industrijski šotori so primerna rešitev za hitro povečanje skladiščnega prostora. Uporabljajo se v različnih izvedbah tudi kot: 
- proizvodni objekti
- športni objekti
- pokrita parkirišča
- objekti za gospodarjenje z odpadki
- letalski hangarji